# Oriental (Puebla)
Oriental es una localidad del estado mexicano de Puebla. Es cabecera del municipio de Oriental.

## Demografía
| Censo | Población |
| ----- | --------- |
| 1910  | 277       |
| 1921  | 1 031     |
| 1930  | 2 172     |
| 1940  | 2 883     |
| 1950  | 4 086     |
| 1960  | 5 097     |
| 1970  | 6 009     |
| 1980  | 7 532     |
| 1990  | 7 977     |
| 1995  | 8 807     |
| 2000  | 8 981     |
| 2005  | 9 123     |
| 2010  | 9 957     |
| 2020  | 11 276    |